# Нова Самаєвка
Нова Сама́євка (рос. Новая Самаевка, ерз. Од Сомай) — присілок у складі Ковилкінського району Мордовії, Росія. Входить до складу Мамолаєвського сільського поселення.
Населення — 212 осіб (2010; 217 у 2002).
Національний склад станом на 2002 рік:
- мордва — 98 %